# Волоконно-оптичний гіроскоп

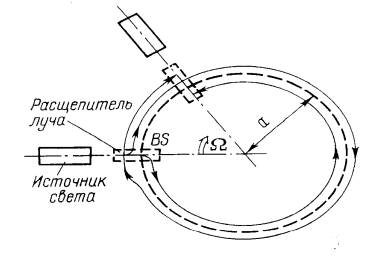
Завдяки розщепленню променя світло поширюється круговим оптичним шляхом у двох протилежних напрямках.

Волоконно-оптичний гіроскоп (ВОГ) — це оптико-електронний прилад, що вимірює абсолютну (відносно інерційного простору) кутову швидкість. Як і у всіх оптичних гіроскопів, принцип роботи заснований на ефекті Саньяка.
Промінь світла у волоконно-оптичному гіроскопі проходить через котушку оптоволокна, звідси і назва. Для підвищення чутливості гіроскопа використовують світловод великої довжини (близько 1000 метрів) укладений витками. На відміну від кільцевого лазерного гіроскопа, у волоконно-оптичних гіроскопах зазвичай використовується світло з дуже малою довжиною когерентності, що необхідно для збільшення точності гіроскопа до задовільного рівня. Як джерело світла може використовуватися навіть не лазерний прилад, а, наприклад, світлодіод.

## Принцип роботи
В оптичному гіроскопі широке застосування знаходять частотні і фазові модулятори.
Модулятори першого типу переводять фазу Саньяка в зміни різниці частот протилежно спрямованих променів; при компенсації фази Саньяка різницева частота пропорційна кутовій швидкості обертання Ω. Перевагою частотних модуляторів під час використання у ВОГ є подання вихідного сигналу в цифровому вигляді.
Модулятори другого типу переводять фазу Саньяка в зміну амплітуди сигналу, що виключає низькочастотні шуми і полегшує вимір інформаційного параметра.
Частотні модулятори засновані на акустооптичному ефекті, який полягає в тому, що під час проходження в середовищі ультразвукових коливань у ньому з'являються ділянки з механічними напруженнями (області стиснення і розрідження), що призводить до зміни показника заломлення середовища. Викликані ультразвуковою хвилею зміни показника заломлення середовища утворюють центри дифракції для падаючого світла. Частотний зсув світла визначається частотою ультразвукових коливань.

## Властивості приладу
Появі волоконно-оптичного гіроскопа сприяв розвиток волоконної оптики, а саме розробка одномодового діелектричного світловоду з особливими характеристиками (стійка поляризація зустрічних променів, висока оптична лінійність, досить мале загасання). Саме такі світлопроводи визначають унікальні властивості приладу:
- потенційно висока точність;
- малі габарити і маса конструкції;
- великий діапазон вимірюваних кутових швидкостей;
- висока надійність, завдяки відсутності рухомих частин приладу.

## Застосування
Широко застосовується в інерціальних навігаційних системах середнього класу точності.